# Xysticus aprilinus
Xysticus aprilinus là một loài nhện trong họ Thomisidae.
Loài này thuộc chi Xysticus. Xysticus aprilinus được Elizabeth Bangs Bryant miêu tả năm 1930.